# 易建聯
易建聯（1987年10月27日—），广东鹤山人，中國前職業籃球運動員，曾效力於密尔沃基雄鹿、新泽西篮网、华盛顿奇才、达拉斯独行侠（小牛）以及NBA发展联盟球队德克萨斯传奇和CBA廣東宏遠華南虎，場上位置為大前锋、中鋒。
易建联於2002年选入中国男子篮球职业联赛的广东宏远隊及中国国家籃球青年队，於2004年入选中國國家男子籃球隊。2004年至2006年帮助广东队总冠军三連霸。2005年成為CBA史上最年輕的最有價值球員，当时被視為中國最具有潛力的新人。2007年NBA选秀中被密尔沃基雄鹿以第六顺位选中，先后效力于公鹿、籃网、巫師、獨行俠等队，在2012年重新返回广东东莞银行队及帮助广东队再获CBA总冠军。
易建联连续六年入围《福布斯中国名人榜》“中国最具影响力的100位名人”名单，同时曾任2012年伦敦奥运会开幕式上中国代表团的旗手。
2023年8月29日晚11点56分，易建联在其个人微博上宣布退役。

## 生平
原籍廣東鶴山，1989年随父母移居深圳。2007年毕业于广东工业大学。小時候，易建聯的父母並不贊同他就讀體育學校。然而，學校的教練注意到易建聯的籃球潛力，並說服易建聯的父母讓他接受專業的籃球訓練。2002年7月，易建聯獲邀參加愛迪達舉辦的ABCD訓練營，成為了246名參訓球員中，唯一來自美國本土之外的球員。而易建聯的表現也吸引美國球探的注意。

## CBA生涯
2002年选入CBA广东华南虎篮球俱乐部，2005年获得赛季最有价值球员，成為CBA史上最年輕的MVP。2004-2006年幫助廣東隊總冠軍三連霸，2005-2006年兩次夺得总决赛最有价值球员，2007年离开CBA，赴美挑戰NBA。

## NBA生涯

### NBA選秀
易建聯原本在2006年聲明會參加2006年NBA選秀，但後來球團發表聲明：「易建聯和廣東宏遠俱樂部雙方一致認為，易建聯此次參加NBA選秀準備時間過於倉促，同時，易建聯的技術、體能都還沒有達到NBA的水平和要求，因此，今年易建聯本人將不參加NBA選秀。」2006年11月，廣東華南虎發表聲明表示易建聯將會參加2007年NBA選秀。
易建联选择了NBA经纪人丹·费根代理自己的NBA选秀，並前往洛杉磯參加季前訓練營。選秀大會舉辦前，易建聯被預期將在第一輪3～12順位被選中。2007年NBA选秀易建聯在第一轮第6顺位被密尔沃基雄鹿队選中 ，成为了继王治郅（中国）、孟克·巴特尔（中国）、姚明（中国）、田卧勇太（日本）、河升鎮（韓國）之后第6位成功进军NBA的亚洲球员，同时也是第4位成功进军NBA的中国球员和第5位成功进军NBA的亚洲内线球员。
易建联加盟密尔沃基雄鹿的过程上有风波，費根在選秀前已告知公鹿隊不要選易建聯，且不讓他參加公鹿隊的季前測驗。因為密爾瓦基只是小城市，華人也不多，然而公鹿總管賴瑞·哈里斯表示他們只選擇對球隊最好的球員。雄鹿队的拥有者美国联邦参议员赫布·科尔則是親自致信易建联，希望他可以留在密尔沃基，在信中希望易能明白密尔沃基其实距离芝加哥（有着庞大的亚裔社区的城市）并不远，他也会对雄鹿产生更多的好感。3天之後，公鹿隊總教練拉里·克里斯科维亚克及總管哈里斯與易建聯開會，並希望他能夠加入公鹿隊。然而易建聯的發言人表示：還是希望球隊能將他交易到有龐大的亞裔族群的城市。中國官方則是希望球隊能給予易建聯充足的上場時間，以備戰2008年夏季奧林匹克運動會籃球比賽。科爾前往香港與易建聯見面並保證易建聯將會有充足的上場時間2007年8月29日，易建联與雄鹿队签订三年的新秀合約，合約到期后雄鹿队可以行使选择权，决定是否与易建联续签两年。

### 密尔沃基雄鹿

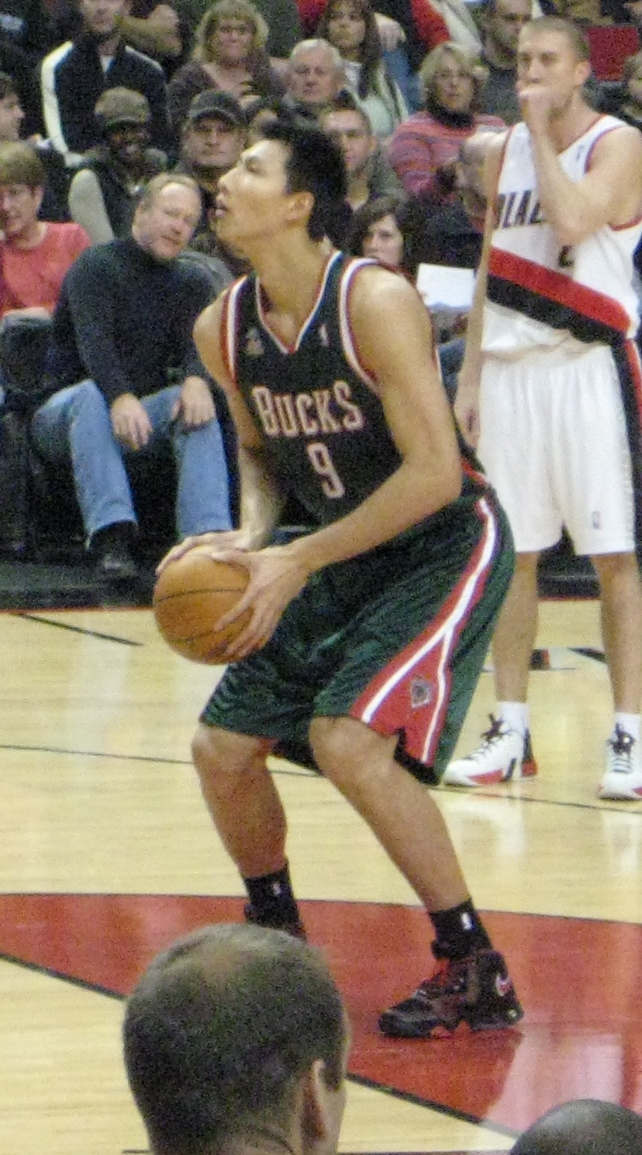
易建聯投罰球

易建聯加盟NBA之後取代查理·維拉紐瓦成為先發，處女秀取得9分3籃板2阻攻但也6次犯規出場，第三場取得16分及8個籃板的佳績，同時這場也有在中國同步轉播，估計有1億人在觀看比賽。姚明稱讚說：「如果你比較我們的前三場比賽，你會看到易建聯的數據比我好多了。」
2007年11月9日，易建聯在與休斯顿火箭队的“中国德比”大战中取得19分9个篮板的数据，該場則是有超過2億人在觀看，也締造NBA的觀看人數紀錄，姚明在賽後以「不可置信」稱讚易的籃球天賦，特雷西·麦克格雷迪說易「將在此聯盟有巨大的進步」，德爾·哈里斯則說易是「在NBA中最具運動性的7尺長人」。2007年12月22日，易建聯在對上夏洛特山貓得到NBA生涯最高的29分（17投14中）。12月結束後，以12.1分、6.6籃板的表現被選為2007年12月最佳新秀。2008年1月30日，易被選入參加2008年NBA明星週末的新秀挑戰賽。
但是易的新人球季過的並不順利且充滿傷痛。
2008年2月2日，易建聯二度對上姚明，公鹿隊總教練稱之為「中國的超級碗」。最終火箭以91比83擊敗公鹿，但兩人的表現都不突出，姚明得到12分，而易建聯則是在比賽中撞傷右肩。
之後2008年3月3日扭傷左腳踝，3月7日右手手腕韌帶受損，4月2日左膝內側韌帶損傷，一連串的傷痛導致球隊在2008年4月4日宣佈易建聯將會缺席該季剩餘的所有賽事。該季易建聯以8.6分、5.2籃板結束新人球季。球隊的助理教練布赖恩·詹姆斯則表示：「傷勢對他的影響超乎旁人的想像。」

### 布魯克林籃網
2008年6月26日，易建联和隊友波比·西蒙斯被交易到布魯克林籃网队，换来理查德·杰弗森。球隊總管罗德·索恩說：「我們強烈的感受到他將會是一名好球員。」，而球隊執行長Brett Yormark說：「他為我們打開新的粉絲基礎。」 易建聯表示被交易並不意外，認為很榮幸能加入籃網隊。
轉隊籃網後的第一年，他季初表現很好，但其穩定性一直都是問題，之後他在1月6日至1月10日期間的3場比賽都有很好發揮，分別獲得22分，20分和16分，是他第一次連續3場獲得雙位數字的得分，但在1月9日對著公鹿的比賽不幸弄傷手指，令他之後缺席14場比賽。總教練說：「『糟糕的時刻』因為他打得這麼好。」但易建聯說：「我會慢慢恢復，我會回來的。」2009年NBA全明星賽明星隊陣容投票，在中國網友的大力投票下，易建聯最終在東區前鋒得到第三名的票數，但也引起NBA球員的不滿。
易建聯在明星賽後復出，然而復出狀況不佳，只有3場比賽獲得雙位數字的得分，被移除在先發名單外。球季結束後，易建聯的經紀人建議球隊應該給他更多的上場時間及出手機會，但籃網隊總教練勞倫斯·法蘭克回應：「他只有21歲，你應該更有耐心。」且他強調易建聯的表現起伏過大。
2009-10 NBA賽季易建聯回到先發陣容，該季受到傷勢影響缺席30場比賽，共先發了51場比賽。2009年11月4日內側副韌帶受傷、12月6日上嘴唇撕裂、2010年3月8日扭傷左腳踝等，最終以12分7.2籃板作收。

### 华盛顿奇才
2009年7月2日，籃網队正式行使选择权，与易建联续签两年。2010年6月29日，易建聯加上3百萬現金被交易至華盛頓巫師隊以交換昆顿·罗斯，易建聯在自己的博客中表示不意外，並將此視為一個新挑戰，2010-11年NBA賽季以5.6分、3.9個籃板作收。2011年6月30日，巫師隊決定不與易續約。
球季結束後傳聞勇士隊有意簽下易建聯，2011年12月9日，易建聯親口承認將以年薪150萬美元加盟金州勇士隊，此時金州勇士隊中，美国华裔球員林書豪立即致電表示歡迎，其後一星期金州勇士方面未有作出任何簽署或確認，證明只是謠言。

### 達拉斯小牛
2012年1月6日，易建联承认接受达拉斯小牛的一年底薪合約，隨即被下放至發展聯盟德克薩斯傳奇征戰兩場，随后在1月9日重新被召回达拉斯小牛隊。不过在小牛队时易建联鲜有上场机会。小牛作为卫冕冠军也没有获得好成绩，季后赛首轮被俄克拉何马城雷霆横扫出局，易建联在他的第一次季后赛之旅中仅仅在第三场出场5分钟，获得2分，2个篮板和1次抄截。
2016年8月17日，NBA知名记者Marc Stein於ESPN撰文，指易建联以1年800萬美元的合約加盟洛杉矶湖人，重返NBA。8月23日，易建聯披上11號戰袍正式加盟湖人。2016年9月17日，易建聯穿湖人11號球衣正式練球亮相。2016年9月25日，易建聯與湖人合約曝光，保障之低為史上少見。但是仅在湖人打了6场季前赛后，有报道称易建联已与球队进行沟通交涉希望自己被裁掉。2016年10月24日，湖人遵循他的意願而將他裁掉。

## 重返CBA
在2011年NBA停摆期間，易建联與老東家廣東东莞银行簽下一年短約，附帶一旦停摆結束就可隨時離開的條件。停摆結束後，易建联與達拉斯小牛隊簽約並打了半個球季。2012年夏天，易建联正式回归CBA老东家广东东莞银行队。2012-13赛季夺得常规赛本土最有价值球员，并帮助广东队再次夺得总决赛冠军，同时个人再次获得总决赛MVP。

## 国际赛场
易建联的第一次國際賽經驗是2003年的U19世界青年籃球錦標賽，他打出18.9分及11.5籃板的佳績。而後2004年，易建联作为新人加入中國男籃隊参加了2004年雅典奥运，没有太突出的表现。2005年参加2005年亚锦赛获得冠军。2006年参加日本世锦赛，帮助中国队擊敗斯洛文尼亚进入16强，他的表現也獲得其他隊教練的注意，同年在主力中锋姚明缺阵的情况下，依靠他和另一名内线球员王治郅的出色发挥，中国队重新夺回了亚运会篮球比赛的冠军（2006年亞洲運動會）。2008年参加2008年北京奥运会进入8强。但之後以94比68大比分輸給了立陶宛。
2008年奥运会后，姚明淡出国家队，易建联逐渐成为国家队的核心，但在2009年亚洲篮球锦标赛决赛中大比分输给伊朗，一度受到公众质疑。2010年世界篮球锦标赛，易建联发挥出色，场均拿下20.2分、10.2篮板的数据，場均篮板也是当届赛事最高，中国队也进入了16强，之後以67比78不敵歐洲強隊立陶宛，無緣打進8強。2011年亚洲篮球锦标赛，面对只有冠军才能直接参加2012年伦敦奥运会的巨大压力，易建联於决赛拿下25分16篮板6盖帽的数据帮助球队险胜约旦，并当选为MVP，赛后，中国篮协官员胡加时盛赞易建联将成为中国队未来的领袖。
2012年奥运会，虽然易建联个人表现出色，以场均10.2个篮板获得本届比赛篮板王，但中国队小组赛五战皆墨，未能出线。2013年亞洲籃球錦標賽，易建聯因傷缺賽數場導致中國隊此次表現不佳，不僅在8強賽輸給中華台北男籃，甚至小组赛最后一轮争夺賽，以51比70大比分輸給伊朗，傳統勁旅中國隊最終名列第五缺席2014年世界盃籃球賽。

## 个人荣誉
- 2002年亞洲篮球青年錦標賽冠軍
- 2003-04赛季CBA总冠軍
- 2004-05赛季CBA总冠軍
- 2005-06赛季CBA总冠軍、总决赛MVP
- 2007-08赛季NBA12月份东部最佳新秀
- 2010年世界篮球锦标赛篮板王
- 2011年亚洲篮球锦标赛冠军、MVP
- 2012年伦敦奥运会篮板王
- 2012-13赛季CBA常规赛本土球员MVP
- 2012-13赛季CBA总冠軍、总决赛MVP
- 2018-19赛季CBA总冠軍、总决赛MVP
- 2019-20賽季CBA總冠軍

共计6次中国CBA总冠軍，3次中国CBA总冠軍最有價值球員（MVP）

## 场外

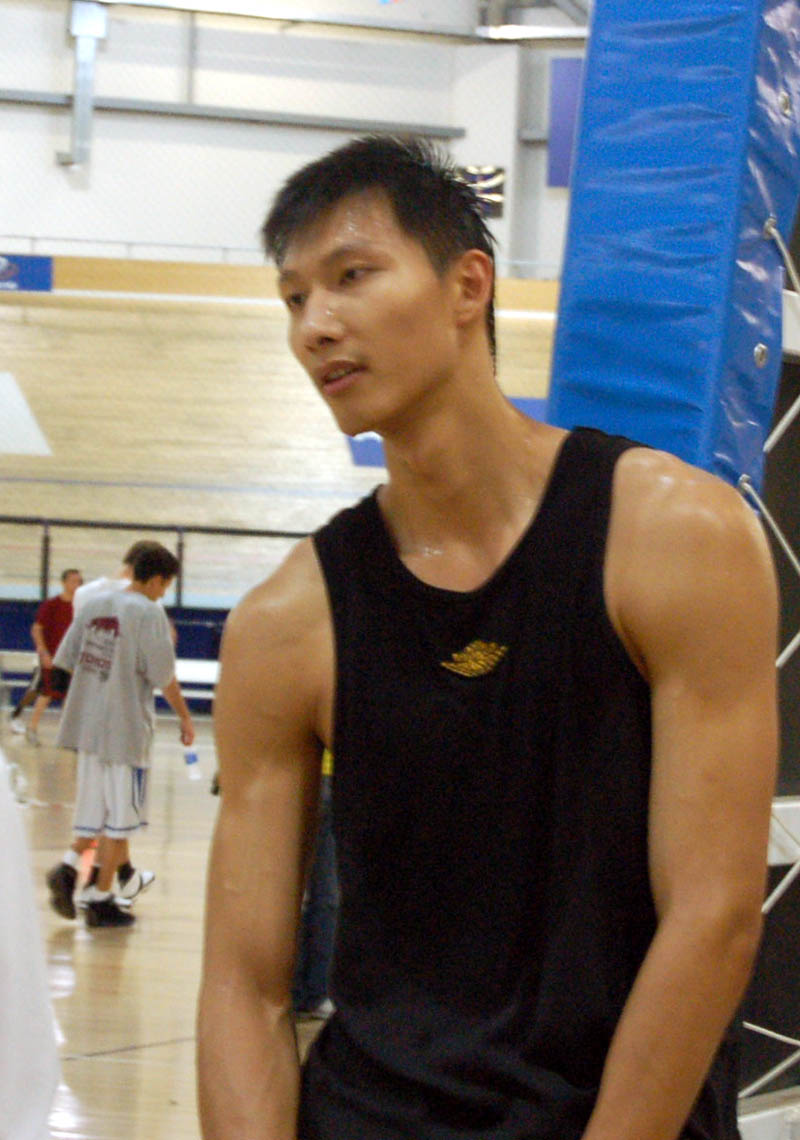
易建聯練球時的照片

## 個人生活
易建联在中国是广告商青睐的对象。自2006年起到2012年都入选了《中國百大名人權力榜》，是中国最具影响力的100位名人之一。而他也代言如可口可樂、愛迪達、耐克等知名品牌產品。 2008年易建聯捐款十萬元人民幣給汶川大地震的災民。
易建聯關心青少年籃球發展，他不但和Nike合作舉辦的“薪火陣營”訓練營，也在2014年擔任打出名堂活動的海選評審與決賽評審。。
2014年9月29日，易建联在个人微博上发布了自己的儿子出生的消息。

## 争议

### 年龄争议
2004年，易建聯的年齡在四國邀請賽時顯示為1984年，但中國官方表示這應該是印刷錯誤。2006年《休斯敦紀事報》報導：易建聯告訴肖恩·巴蒂尔，自己已經24歲了。所以易建聯沒有資格參加2006年世錦賽的「新人王」評選。不過事後易建聯與巴蒂爾否認這段對話。
2008年12月，中國媒體找到易建聯中學時填寫的初中學籍表，而上面顯示易的出生年為1984年，而易建聯本人表示：「讓他們寫去吧，我真的沒時間看這些，那麼多比賽要打，訓練，趕路，我的生活已經很充實了。我現在學著不去關心那些我控制不了的事情」。2014年一名自稱易建聯初中同學的男子在《最強大腦》的節目中，指易建聯應是1984年出生。

### 嫖娼传闻
2024年10月17日，数张涉及到易建联个人以及处所的私密照片、聊天记录在中国社交媒体上流传，爆料其涉嫌嫖娼。当天下午开始，多家涉及到易建联代言的品牌方开始撤下其代言广告。目前为止，易建联及其团队尚未做出回应。

## 球衣号码
易建联到目前为止一共有4个号码。
9号：易建联打篮球时的昔日号码，无论是在广东宏远，密尔沃基雄鹿，新泽西篮网和达拉斯小牛。都身披9号。認為能给自己带来好运，同样也会给球队带来好运。
11号：易建联为中国国家男子篮球队参加亚洲篮球联赛，世界篮球联赛和奥运会时的号码。2016年8月17日加盟洛杉矶湖人后, 由于马塞洛·韦尔塔斯已经身穿9号球衣, 故此易建联选择11号球衣。
31号：2010年夏季休赛期，当易建联被交易到奇才时候，由于吉尔伯特·阿里纳斯已经决定改穿9号，再加上曾为中国篮球队参加世界比赛时的11号也已经被埃尔文-海耶斯退役，故易建联接受父亲的建议改穿了31号球衣。而这也是为了纪念在战胜活塞队的比赛中，砍下了在NBA职业生涯最高的31分而选的号码。2010年12月19日，魔术与太阳、奇才完成了多人交易。阿里纳斯離開球隊，易建联本来可以穿回9號，但礙於联盟规定，要到赛季结束后才可以换。
50号：易建联在发展联盟打球时的号码。

## 生涯數據

### CBA
| 年份    | 球隊       | 上場次數 | 籃板 | 助攻 | 命中率 | 罰球命中率 | 得分 |
| ------- | ---------- | -------- | ---- | ---- | ------ | ---------- | ---- |
| 2002-03 | 廣東宏遠   | 36       | 3.3  | 0.2  | .580   | .600       | 5.0  |
| 2003-04 | 廣東宏遠   | 28       | 5.9  | 0.5  | .517   | .741       | 9.7  |
| 2004-05 | 廣東宏遠   | 53       | 10.2 | 1.4  | .568   | .717       | 16.8 |
| 2005-06 | 廣東宏遠   | 52       | 9.7  | 1.2  | .574   | .754       | 20.5 |
| 2006-07 | 廣東宏遠   | 39       | 11.5 | 1.1  | .585   | .816       | 24.9 |
| 2011-12 | 廣東華南虎 | 3        | 10.3 | 1.7  | .439   | .737       | 16.7 |
| 2012-13 | 廣東華南虎 | 40       | 10.5 | 1.4  | .575   | .730       | 24.6 |
| 2013-14 | 廣東華南虎 | 41       | 12.9 | 1.5  | .537   | .708       | 23.3 |
| 2014-15 | 廣東華南虎 | 45       | 10.9 | 1.3  | .575   | .735       | 27.7 |
| 生涯    |            | 337      | 9.2  | 1.1  | .549   | .726       | 18.3 |

### NBA

#### 例行賽
| 賽季    | 球隊         | GP  | GS  | MPG  | FG%  | 3P%  | FT%  | RPG | APG | SPG | BPG | PPG  |
| ------- | ------------ | --- | --- | ---- | ---- | ---- | ---- | --- | --- | --- | --- | ---- |
| 2007–08 | 密爾瓦基公鹿 | 66  | 49  | 25.0 | .421 | .286 | .841 | 5.2 | 0.8 | 0.5 | 0.8 | 8.6  |
| 2008–09 | 紐澤西籃網   | 61  | 52  | 23.3 | .382 | .343 | .772 | 5.3 | 1.0 | 0.5 | 0.6 | 8.6  |
| 2009–10 | 紐澤西籃網   | 52  | 51  | 31.8 | .403 | .366 | .798 | 7.2 | 0.9 | 0.7 | 1.0 | 12.0 |
| 2010–11 | 華盛頓巫師   | 63  | 11  | 17.7 | .418 | .231 | .681 | 3.9 | 0.4 | 0.4 | 0.5 | 5.6  |
| 2011–12 | 達拉斯小牛   | 30  | 0   | 6.8  | .378 | .300 | .667 | 1.6 | 0.2 | 0.2 | 0.3 | 2.6  |
| 生涯    |              | 272 | 163 | 22.2 | .404 | .333 | .780 | 4.9 | 0.7 | 0.5 | 0.7 | 7.9  |

#### 季後賽
| 賽季 | 球隊       | GP | GS | MPG | FG%  | 3P%  | FT%  | RPG | APG | SPG | BPG | PPG |
| ---- | ---------- | -- | -- | --- | ---- | ---- | ---- | --- | --- | --- | --- | --- |
| 2012 | 達拉斯小牛 | 1  | 0  | 5.0 | .333 | .000 | .000 | 2.0 | 0.0 | 1.0 | 0.0 | 2.0 |
| 生涯 |            | 1  | 0  | 5.0 | .333 | .000 | .000 | 2.0 | 0.0 | 1.0 | 0.0 | 2.0 |

#### 發展聯盟
| 賽季    | 球隊         | GP | GS | MPG  | FG%  | 3P%  | FT%  | RPG  | APG | SPG | BPG | PPG  |
| ------- | ------------ | -- | -- | ---- | ---- | ---- | ---- | ---- | --- | --- | --- | ---- |
| 2011–12 | 德克薩斯傳奇 | 2  | 2  | 36.5 | .474 | .000 | .588 | 12.0 | 2.5 | 1.0 | 2.0 | 23.0 |

## 綜藝節目
- 2015  上海東方衛視《报告！教练》（教练）
- 2016  浙江衛視《來吧冠軍！》（冠軍隊）
- 《这就是灌篮》